# Peter H. Wolff
Peter Hartwig Wolff (geboren 8. Juli 1926 in Krefeld; gestorben 17. August 2021 in Newton Highlands, MA) war ein US-amerikanischer Psychiater und Psychoanalytiker deutscher Herkunft.

## Leben

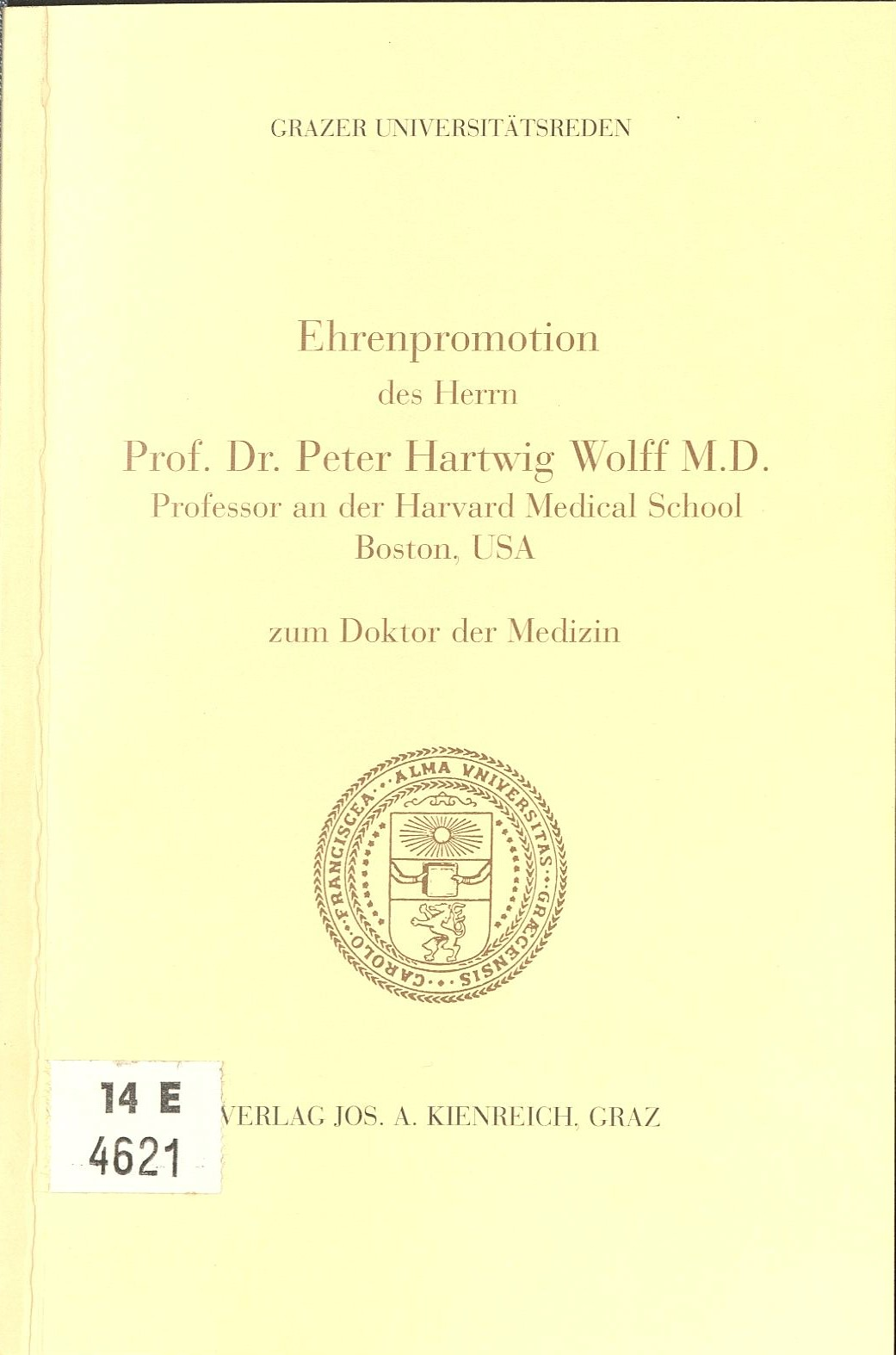
Ehrenpromotion Graz 2000

Peter Hartwig Wolff floh nach der Machtübergabe an die Nationalsozialisten mit seinen Eltern 1934 in die Niederlande nach Eerde und gelangte 1937 in die USA. 1944/45 war er Soldat der US-Army im Zweiten Weltkrieg. Wolff machte 1947 einen B.S. an der University of Chicago und studierte danach Medizin mit einem Abschluss als M.D. an der Pritzker School of Medicine im Jahr 1950. Er ging danach an die Yale University und von 1954 bis 1961 an die psychiatrische Klinik Austen Riggs Center. Wolff erhielt eine Ausbildung zum Psychoanalytiker bei David Rapaport, widmete sich dann aber der empirischen Erforschung des Kindesalters und machte mit seiner Monografie über die Forschungsmethoden Jean Piagets diesen in den USA bekannt.
Ab 1959 lehrte er an der Harvard Medical School in Boston und wurde dort 1971 zum Professor für Psychiatrie berufen. Am selben Ort arbeitete er außerdem als Arzt am Boston Children’s Hospital und war dort Gründungsmitglied und langjähriger Vorsitzender des „Institutional Review Board“. Er war Mitglied der American Psychiatric Association. Wolff forschte zur Entwicklung des Kindes und unter anderem über die Leseschwäche.
Wolff engagierte sich in verschiedenen internationalen medizinischen Nothilfeprogrammen für Kinder, so in Vietnam und in Eritrea. Wolff wurde vielfach ausgezeichnet und erhielt im Jahr 1999 die Ehrendoktorwürde der Universität Graz, die Laudatio hielt Heinz Prechtl.

## Schriften (Auswahl)
- The developmental psychologies of Jean Piaget and psychoanalysis. New York: International Univ. Pr., 1960.
- The causes, controls, and organization of behavior in the neonate. New York: International Univ. Pr., 1966.
- The development of behavioral states and the expression of emotions in early infancy : new proposals for investigation. Chicago, Ill.: Univ. of Chicago Pr., 1987.
- A Hundred Thousand Orphans. My Experience with the Children of the Eritrean War. Lausanne; Berlin: Peter Lang Publ. Inc., 2023.